# 26201 Sayonisaha
26201 Sayonisaha è un asteroide della fascia principale. Scoperto nel 1997, presenta un'orbita caratterizzata da un semiasse maggiore pari a 2,4429458 UA e da un'eccentricità di 0,0940002, inclinata di 6,54535° rispetto all'eclittica.